# シャロン・バーノン＝エバンズ
シャロン・バーノン＝エバンズ（英語: Sharone Vernon-Evans、1998年8月28日 - ）は、カナダの男子バレーボール選手である。

## 来歴
カナダのオンタリオ州スカーバロー出身。小学生の頃、学校のバスケットボールチームに所属していて、ダンクシュートに憧れてジャンプを続けたことで驚異のジャンプ力をつけた。12歳のときにバスケットボールチームは解散となり、その後、姉2人の影響を受けてバレーボールを始める。
2017年、18歳でワールドリーグのカナダ代表に選出され、代表最年少メンバーとなる。チームの3位に貢献し、2016年で代表を引退したギャヴィン・シュミットの後継者の逸材として注目される。2018年、世界選手権に出場。2019年、ワールドカップに出場。
2021年、東京オリンピックに出場した。同年、堺ブレイザーズ（現・日本製鉄堺ブレイザーズ）に入団。
2025年3月、2024-25シーズン限りでの退団が発表された。

## 球歴
- カナダ代表
  - オリンピック - 2021年
  - 世界選手権 - 2018年
  - ネーションズリーグ - 2019年、2021年
  - ワールドカップ - 2019年
  - ワールドリーグ - 2017年

## 受賞歴
- 2024年 - 2023-24 V.LEAGUE DIVISION1 MEN フェアプレー賞

## 所属チーム
- ONICOワルシャワ (en) （2017-2019年）
- コンサル・ラヴェンナ (en) （2019-2020年）
- シル・サフェーティ・ペルージャ（2020-2021年）
- 堺ブレイザーズ/日本製鉄堺ブレイザーズ（2021-2025年）